# Arturo Angeles
Arturo Angeles Alba (Città del Messico, 12 settembre 1953) è un ex arbitro di calcio messicano naturalizzato statunitense.

## Biografia
Internazionale dal 1989, ha preso parte al Campionato mondiale di calcio Under-20 1989, dirigendo Norvegia-Argentina (0-2), e successivamente ha arbitrato al torneo Olimpico del 1992, in occasione delle gare Spagna-Qatar (2-0) e Messico-Corea del Sud (1-1)
È stato inoltre designato nel Campionato mondiale di calcio 1994, in occasione della gara Argentina-Grecia (4-0). La sua prestazione non positiva, ritenuto troppo permissiva da parte dell'allora segretario della FIFA Joseph Blatter, determina la sua immediata esclusione dal prosieguo del torneo.
Ha anche preso parte alla Copa América 1993, dirigendo Argentina-Bolivia (1-0), e alla CONCACAF Gold Cup 1991, in occasione di Honduras-Canada (4-2).
Si è ritirato dall'attività sui campi nel 1998, al compimento del quarantacinquesimo anno di età.